# Briesen (Spreewald)
Briesen (baix sòrab: Brjazyna) és una ciutat alemanya que pertany a l'estat de Brandenburg. Forma part de l'Amt Burg (Spreewald) i és una de les àrees de població sòrab. Ja apareix esmenada als escrits el 1346.